# Félicité des Touches
Félicité des Touches est un personnage de La Comédie humaine d’Honoré de Balzac. 
Née en 1791, ses origines apparaissent pour la première fois dans Béatrix : orpheline à l'âge de douze ans, elle est recueillie par un grand-oncle, monsieur de Faucombe qui est aussi son tuteur. À la mort de celui-ci, elle recueille une importante succession et rejoint la famille de Grandlieu à Paris. À l'âge de vingt et un ans, elle a déjà étudié le piano, composé des opéras et devient, six ans plus tard, une femme de lettres respectée dont le salon parisien est fréquenté par la crème de l'intelligentsia. Maxime de Trailles la surnomme par dépit l'« aubergiste de la littérature ». Son nom de plume est Camille Maupin.
Félicité est le type même de la femme talentueuse, libérée, au-dessus des mesquineries mondaines. Beaucoup de femmes l'envient, certaines cherchent à l'imiter comme Dinah de La Baudraye dans La Muse du département. On a beaucoup vu George Sand derrière ce personnage peu conventionnel, qui choisit et rejette ses amants à sa guise, et qui ne dédaigne pas de s'habiller en homme.

## Chronologie
- 1812-1838 : dans Béatrix (paru en 1839). Son enfance et sa jeunesse malheureuse sont évoquées, ainsi que son portrait à l'âge de vingt et un ans, alors qu'elle est devenue riche et libre. Après deux déceptions amoureuses, elle prend pour amant le ténor Conti et se réfugie dans son château des Touches, près de Guérande, avec lui. Vers 1836, c'est avec son nouvel amant, Claude Vignon qu'elle retourne au même château où le jeune Calyste du Guénic tombe amoureux de Béatrix de Rochefide. Malgré la passion qui la dévore pour ce jeune homme, Félicité le pousse dans les bras de Béatrix. Puis elle vend tous ses biens en 1838 et se retire au couvent de Nantes. Étant trop âgée pour entrer aux Carmélites, elle se réfugie dans un couvent de l'ordre de Saint-François-de-Sales.

Entre ceux deux dates, elle aura joué un rôle important dans plusieurs ouvrages de La Comédie humaine.
- 1823, dans Illusions perdues (écrit de 1836 à 1843). Elle reçoit Lucien de Rubempré dans son salon, ce qui donne du poids à la littérature du jeune homme. Les mauvaises langues murmurent qu'elle est amoureuse de lui. Démenti formel apporté par Henri de Marsay qui prétend qu'elle est un hermaphrodite. Sa richesse et son talent la placent très au-dessus de telles mesquineries. C'est Félicité qui écrit pour Coralie un rôle magnifique. Mais malgré le talent de Félicité et celui de Coralie, la première de la pièce est littéralement démolie par un complot ourdi par Camusot.
- 1825, dans Splendeurs et misères des courtisanes (paru entre 1838 et 1844). Elle est la première à complimenter Lucien pour son « retour » en littérature et son succès. Et elle favorise son entrée chez les Grandlieu, ses parents, où Lucien tente de consolider son « blason » tout neuf en obtenant la main de Clotilde de Grandlieu.
- 1828, dans La Rabouilleuse (écrit entre 1832 et 1840). Elle soutient énergiquement le peintre Joseph Bridau. À cette même date, dans Le Bal de Sceaux (écrit en 1829), elle est considérée comme une des reines du Tout-Paris. Son apparition avec son amant Conti fait sensation.
- 1830, dans La Muse du département (écrit entre 1832 et 1837). Dinah de la Baudraye, qui se prend pour une grande poétesse, tente de la singer et se réclame d'elle pour quitter Sancerre, et suivre à Paris Étienne Lousteau, un hypothétique amant qui lui promet la gloire.
- 1831, dans Autre étude de femme (écrit entre 1831 et 1842). Elle réunit dans son salon tous les gens qui comptent (intellectuellement) pour un « raout » entre amis. À sa table se trouvent réunis : Horace Bianchon, Delphine de Nucingen, Eugène de Rastignac, Henri de Marsay, Émile Blondet, le général de Montriveau. Chacun doit faire un récit qui composera le recueil-titre, chaque récit étant interrompu par les commentaires des convives. L'un des récits, celui de Blondet, définit exactement ce qu'est Félicité des Touches : la « femme auteur ».

Elle apparaît aussi dans :
- Honorine (écrit en 1843).
- Le Cabinet des Antiques (écrit en 1837).
- La Cousine Bette (paru en 1846-1847).
- Une fille d'Ève (paru en 1838).
- Entre savant.